# Buchanan (Michigan)
Buchanan è un comune degli Stati Uniti d'America, situato nello Stato del Michigan, nella Contea di Berrien.